# Liste du patrimoine culturel immatériel de l'humanité en Arabie saoudite
Cet article recense les pratiques inscrites au patrimoine culturel immatériel en Arabie saoudite.

## Statistiques
L'Arabie saoudite ratifie la convention pour la sauvegarde du patrimoine culturel immatériel le 10 janvier 2008. La première pratique protégée est inscrite en 2015.
En 2024, l'Arabie saoudite compte 16 éléments inscrits au patrimoine culturel immatériel, tous sur la liste représentative.

## Listes

### Liste représentative
Les éléments suivants sont inscrits sur la liste représentative du patrimoine culturel immatériel de l'humanité :
| Élément                                                                                        | Type | Subdivision | Année | Lien  | Notes | Illus. |
| ---------------------------------------------------------------------------------------------- | --- | ----------- | ----- | ----- | --- | ------ |
| Alardah Alnajdiyah, danse, tambours et poésie d’Arabie saoudite                                | arts du spectacle |             | 2015  | 01196 | |        |
| Le Majlis, un espace culturel et social                                                        | pratiques sociales, rituels et événements festifs traditions et expressions orales |             | 2015  | 01076 | Partagé avec les Émirats arabes unis, Oman et au Qatar |        |
| Le café arabe, un symbole de générosité                                                        | pratiques sociales, rituels et événements festifs traditions et expressions orales |             | 2015  | 02111 | Partagé avec les Émirats arabes unis, Oman et le Qatar Étendu en 2024 à la Jordanie |        |
| La fauconnerie, un patrimoine humain vivant                                                    | connaissances et pratiques concernant la nature et l’univers |             | 2016  | 01708 | Partagé avec l'Allemagne, l'Autriche, la Belgique, la Corée du Sud, la Croatie, les Émirats arabes unis, l'Espagne, la France, la Hongrie, l'Irlande, l'Italie, le Kazakhstan, le Kirghizistan, le Maroc, la Mongolie, le Pakistan, les Pays-Bas, la Pologne, le Portugal, le Qatar, la Syrie et la République tchèque |        |
| L'Almezmar, danse du bâton au son des tambours                                                 | pratiques sociales, rituels et événements festifs traditions et expressions orales | Hedjaz      | 2016  | 01011 | |        |
| L'Al-Qatt Al-Asir, décoration murale traditionnelle par les femmes de l’Asir (Arabie saoudite) | savoir-faire liés à l’artisanat traditionnel | Asir        | 2017  | 01261 | |        |
| Les connaissances, savoir-faire, traditions et pratiques associés au palmier dattier           | connaissances et pratiques concernant la nature et l'univers savoir-faire liés à l'artisanat traditionnel                                                                                    |             | 2019  | 01509 | Partagé avec Bahreïn, l'Égypte, les Émirats arabes unis, l'Irak, la Jordanie, le Koweït, le Maroc, la Mauritanie, Oman, la Palestine, le Qatar, le Soudan, la Tunisie et le Yémen |        |
| Le tissage traditionnel Al Sadu (en)                                                           | savoir-faire liés à l'artisanat traditionnel |             | 2020  | 01586 | Partagé avec le Koweït |        |
| La calligraphie arabe : connaissances, compétences et pratiques                                | pratiques sociales, rituels et événements festifs savoir-faire liés à l’artisanat traditionnel                                                                                               |             | 2021  | 01718 | Partagé avec l'Algérie, Bahreïn, l'Égypte, les Émirats arabes unis, l'Irak, la Jordanie, le Koweït, le Liban, la Mauritanie, le Maroc, Oman, la Palestine, le Soudan, la Tunisie et le Yémen |        |
| Alheda'a (en), traditions orales de l'appel des troupeaux de dromadaires                       | traditions et expressions orales connaissances et pratiques concernant la nature et l’univers                                                                                                |             | 2022  | 01717 | Partagé avec les Émirats arabes unis et Oman |        |
| Les connaissances et les pratiques liées à la culture du café Khawlani                         | pratiques sociales, rituels et événements festifs connaissances et pratiques concernant la nature et l'univers savoir-faire liés à l'artisanat traditionnel                                  | Jizan       | 2022  | 01863 | |        |
| Le plat harees : savoir, savoir-faire et pratiques                                             | traditions et expressions orales pratiques sociales, rituels et événements festifs connaissances et pratiques concernant la nature et l'univers savoir-faire liés à l'artisanat traditionnel |             | 2023  | 01744 | Partagé avec les Émirats arabes unis et Oman |        |
| Les arts, savoir-faire et pratiques associés à la gravure sur métaux (or, argent et cuivre)    | savoir-faire liés à l'artisanat traditionnel |             | 2023  | 01951 | Partagé avec l'Algérie, l'Égypte, l'Irak, le Maroc, la Mauritanie, la Palestine, le Soudan, la Tunisie et le Yémen |        |
| La semsemiah : fabrication et pratique musicale de l'instrument                                | arts du spectacle savoir-faire liés à l'artisanat traditionnel |             | 2024  | 02119 | Partagé avec l'Égypte |        |
| Le henné : rituels, esthétique et pratiques sociales                                           | pratiques sociales, rituels et événements festifs savoir-faire liés à l'artisanat traditionnel                                                                                               |             | 2024  | 02116 | Partagé avec l'Algérie, Bahreïn, l'Égypte, les Émirats arabes unis, l'Irak, la Jordanie, le Koweït, le Maroc, la Mauritanie, Oman, la Palestine, le Qatar, le Soudan, la Tunisie et le Yémen |        |
| Les pratiques culturelles relatives aux roses de Taif                                          | pratiques sociales, rituels et événements festifs connaissances et pratiques concernant la nature et l'univers savoir-faire liés à l'artisanat traditionnel                                  | Taëf        | 2024  | 01196 | |        |

### Patrimoine immatériel nécessitant une sauvegarde urgente
L'Arabie saoudite ne compte aucun élément listé sur la liste du patrimoine immatériel nécessitant une sauvegarde urgente.

### Registre des meilleures pratiques de sauvegarde
L'Arabie saoudite ne compte aucune pratique listée au registre des meilleures pratiques de sauvegarde.